# 서울의 지붕 밑
"서울의 지붕 밑"은 1961년 공개된 대한민국의 영화이다.

## 배역
- 김승호 : 김학규 역
- 허장강 : 박 주사 역
- 김희갑 : 노몽현 역
- 최은희 : 김현옥 역
- 김진규 : 최두열 역
- 신영균 : 김현구 역
- 도금봉 : 점례 역
- 한은진 : 김학규 아내 역
- 황정순 : 점례 어머니 역
- 남미리
- 고선애
- 곽규석
- 구봉서 : 설창구 역
- 신성일 : 영길 역
- 정득순

## 직원
- 기획: 황남
- 원작: 조흔파
- 각색: 김지헌
- 촬영: 최수영
- 조명: 마용천
- 미술: 정우택
- 음악: 정윤주
- 녹음: 손인호
- 효과: 이상만
- 편집: 김영희
- 제작담당: 이상철
- 제작: 신상옥
- 감독: 이형표
- 배급: 서울영화주식회사